# BK Nový Jičín
BK Nový Jičín (celým názvem: Basketbalový klub Nový Jičín) je český basketbalový klub, který sídlí v Novém Jičíně v Moravskoslezském kraji. Založen byl v roce 1990 osamostatněním z Tělovýchovné jednoty Nový Jičín. Od sezóny 2016/17 působí ve druhé české nejvyšší basketbalové soutěži, známé pod názvem 1. basketbalová liga mužů. Klubové barvy jsou oranžová a černá.
První basketbalovou ligu klub hrál od sezóny 1992/93. Po sezoně 2010/11 zrušil klub své působení v nejvyšší lize Mattoni NBL. Stalo se tak z důvodů nedostatku financí pro další sezonu. V nejvyšší lize tak odehrál 20 sezón, 859 ligových zápasů, získal jeden titul Mistra ČR, osmkrát se umístil na druhém místě, čtyřikrát na třetím místě a pětkrát vyhrál ČP.
Své domácí zápasy odehrává v hale Nový Jičín s kapacitou 1 100 diváků.

## Historické názvy
Zdroj: 
- 1990 – BC Nový Jičín (Basketball Club Nový Jičín)
- 1992 – BC Tabák Nový Jičín (Basketball Club Tabák Nový Jičín)
- 1993 – BC Tonak Nový Jičín (Basketball Club Tonak Nový Jičín)
- 1996 – ICEC Nový Jičín BC (ICEC Nový Jičín Basketball Club)
- 1997 – BC Mlékárna Kunín (Basketball Club Mlékárna Kunín)
- 2007 – Geofin Nový Jičín
- 2009 – Mlékárna Miltra Nový Jičín
- 2010 – Unibon Nový Jičín
- 2011 – BK Nový Jičín (Basketbalový klub Nový Jičín)

## Získané trofeje

### Vyhrané domácí soutěže
- Národní basketbalová liga ( 1× )
  - 1998/99
- Český pohár v basketbalu ( 5× )
  - 1994/95, 1995/96, 1999/00, 2001/02, 2005/06

### Vyhrané mezinárodní soutěže
- Central European Basketball League ( 1× )
  - 2009/10

## Umístění v jednotlivých sezonách
Stručný přehled
Zdroj: 
- 1990–1991: 3. liga (3. ligová úroveň v Československu)
- 1991–1992: 2. liga (2. ligová úroveň v Československu)
- 1992–1993: 1. liga (1. ligová úroveň v Československu)
- 1993–1998: 1. liga (1. ligová úroveň v České republice)
- 1998–2011: Národní basketbalová liga (1. ligová úroveň v České republice)
- 2008–2010: Central European Basketball League (mezinárodní soutěž)
- 2011–2012: 2. liga – sk. C (3. ligová úroveň v České republice)
- 2012–2015: Severomoravský oblastní přebor 1. třídy (4. ligová úroveň v České republice)
- 2015–2016: 2. liga – sk. C (3. ligová úroveň v České republice)
- 2016–2017 : 1. liga (2. ligová úroveň v České republice)
- 2017-2018 :  1. liga (2. ligová úroveň v České republice)
- 2018-2019:   1. liga (2. ligová úroveň v České republice)

Jednotlivé ročníky
Zdroj: 
Legenda: ZČ - základní část, červené podbarvení - sestup, zelené podbarvení - postup, fialové podbarvení - reorganizace, změna skupiny či soutěže
| Československo (1990 – 1993) |                                         |           |           |                                       |                      |
| Sezóny                       | Soutěž                                  | Úroveň    | ZČ        | Play-off, nadstavba, sk. o udržení... | Poznámky             |
| 1990/91                      | 3. liga                                 | 3. úroveň | 1. místo  |                                       | Postup               |
| 1991/92                      | 2. liga                                 | 2. úroveň | 1. místo  |                                       | Postup               |
| 1992/93                      | 1. liga                                 | 1. úroveň | 7. místo  |                                       | Reorganizace         |
| Česko (1993 – )              |                                         |           |           |                                       |                      |
| Sezóny                       | Soutěž                                  | Úroveň    | ZČ        | Play-off, nadstavba, sk. o udržení... | Poznámky             |
| 1993                         | 1. liga                                 | 1. úroveň | 5. místo  |                                       |                      |
| 1993/94                      | 1. liga                                 | 1. úroveň | 1. místo  | Finále                                |                      |
| 1994/95                      | 1. liga                                 | 1. úroveň | 4. místo  | Zápas o 3. místo (prohra)             |                      |
| 1995/96                      | 1. liga                                 | 1. úroveň | 2. místo  | Zápas o 3. místo (prohra)             |                      |
| 1996/97                      | 1. liga                                 | 1. úroveň | 4. místo  | Zápas o 3. místo (výhra)              |                      |
| 1997/98                      | 1. liga                                 | 1. úroveň | 2. místo  | Finále                                | Reorganizace         |
| 1998/99                      | Národní basketbalová liga               | 1. úroveň | 1. místo  | Vítěz                                 |                      |
| 1999/00                      | Národní basketbalová liga               | 1. úroveň | 4. místo  | Semifinále                            |                      |
| 2000/01                      | Národní basketbalová liga               | 1. úroveň | 3. místo  | Zápas o 3. místo (výhra)              |                      |
| 2001/02                      | Národní basketbalová liga               | 1. úroveň | 1. místo  | Finále                                |                      |
| 2002/03                      | Národní basketbalová liga               | 1. úroveň | 4. místo  | Zápas o 3. místo (výhra)              |                      |
| 2003/04                      | Národní basketbalová liga               | 1. úroveň | 3. místo  | Finále                                |                      |
| 2004/05                      | Národní basketbalová liga               | 1. úroveň | 3. místo  | Finále                                |                      |
| 2005/06                      | Národní basketbalová liga               | 1. úroveň | 3. místo  | Finále                                |                      |
| 2006/07                      | Národní basketbalová liga               | 1. úroveň | 5. místo  | Čtvrtfinále                           |                      |
| 2007/08                      | Národní basketbalová liga               | 1. úroveň | 2. místo  | Finále                                |                      |
| 2008/09                      | Národní basketbalová liga               | 1. úroveň | 2. místo  | Finále                                |                      |
| 2009/10                      | Národní basketbalová liga               | 1. úroveň | 2. místo  | Semifinále                            |                      |
| 2010/11                      | Národní basketbalová liga               | 1. úroveň | 6. místo  | Čtvrtfinále                           | Odhlášení ze soutěže |
| 2011/12                      | 2. liga – sk. C                         | 3. úroveň | 12. místo |                                       | Sestup               |
| 2012/13                      | Severomoravský oblastní přebor 1. třídy | 4. úroveň | 3. místo  |                                       |                      |
| 2013/14                      | Severomoravský oblastní přebor 1. třídy | 4. úroveň | 6. místo  |                                       |                      |
| 2014/15                      | Severomoravský oblastní přebor 1. třídy | 4. úroveň | 1. místo  |                                       | Postup               |
| 2015/16                      | 2. liga – sk. C                         | 3. úroveň | 2. místo  | Baráž o 1. ligu (2. místo)            | Postup               |
| 2016/17                      | 1. liga                                 | 2. úroveň | 17. místo |                                       |                      |
| 2017/18                      | 1. liga                                 | 2. úroveň | 10. místo | Čtvrtfinále                           |                      |
| 2018/19                      | 1. liga                                 | 2. úroveň | 17. místo |                                       |                      |
| 2019/20                      | 1. liga                                 | 2. úroveň |           |                                       |                      |
| Celoevropské soutěže         |                                         |           |           |                                       |                      |
| Sezóny                       | Soutěž                                  | Úroveň    | ZČ        | Play-off, nadstavba, sk. o udržení... | Poznámky             |
| 2008/09                      | Central European Basketball League      | 1. úroveň | 4. místo  | Zápas o 3. místo (prohra)             |                      |
| 2009/10                      | Central European Basketball League      | 1. úroveň | ?. místo  | Vítěz                                 |                      |

## Účast v mezinárodních pohárech
Zdroj: 
| Výkonnostní úrovně |
| mezikontinentální úroveň – Interkontinentální pohár                                                                                                  |
| 1. výkonnostní úroveň – Pohár mistrů evropských zemí, FIBA SuproLeague, Euroliga                                                                     |
| 2. výkonnostní úroveň – Pohár vítězů pohárů, Saportův pohár, ULEB Eurocup                                                                            |
| 3. výkonnostní úroveň – Koračův pohár, FIBA EuroCup Challenge (2002–2003), FIBA EuroChallenge, FIBA Europe Cup (2015–2016), Basketbalová liga mistrů |
| 4. výkonnostní úroveň – FIBA EuroCup Challenge (od r. 2003), FIBA Europe Cup (od r. 2016)                                                            |

Legenda: EL - Euroliga, PMEZ - Pohár mistrů evropských zemí, IP - Interkontinentální pohár, FSL - FIBA SuproLeague, UEC - ULEB Eurocup, BLM - Basketbalová liga mistrů, FEC - FIBA Europe Cup, PVP - Pohár vítězů pohárů, SP - Saportův pohár, KP - Koračův pohár, FECH - FIBA EuroChallenge, FECCH - FIBA EuroCup Challenge
- KP 1993/94 – 2. kolo
- KP 1994/95 – 1. kolo
- SP 1995/96 – 1. kolo
- KP 1996/97 – 1. kolo
- SP 1998/99 – Základní skupina B (6. místo)
- SP 1999/00 – Základní skupina H (6. místo)
- KP 2000/01 – 1. kolo
- KP 2001/02 – 2. kolo, sk. G (3. místo)
- FECCH 2002/03 – Předkolo, sk. C Sever (4. místo)
- FECCH 2003/04 – Čtvrtfinále, Střed
- FECCH 2004/05 – Čtvrtfinále
- FECCH 2005/06 – Šestnáctifinále
- FECCH 2006/07 – Čtvrtfinále